# К1810ВМ86
К1810ВМ86 — советский однокристальный 16-разрядный микропроцессор, выполняющий около 2 млн операций в секунду. Синхронизируется тактовой частотой от 2 до 5 МГц. Является аналогом микропроцессора Intel 8086. Совместная разработка Киевского НИИ микроприборов, завода «Электронприбор» (г. Фрязино) и завода «Родон» (г. Ивано-Франковск).
Входит в состав микропроцессорного комплекта серии КР1810, предназначенного для построения микро-ЭВМ.
Имеет 20-разрядную шину адреса, что позволяет обеспечить прямую адресацию 1 Мбайт внешней памяти. Область адресного пространства памяти разбита на сегменты по 64 КБ. Такая организация памяти обеспечивает более сложный механизм вычисления физических адресов по сравнению с линейным адресным пространством, однако позволила обеспечить легкую переносимость кода с 8-битных микропроцессоров предыдущих поколений (Intel 8080 и его советский аналог КР580ВМ80А). Шина адреса и шина данных мультиплексированы. При организации вычислительных систем их нужно разделить (регистры-защёлки). Микропроцессор может обращаться как к памяти, так и ко внешним устройствам.
При обращении ко внешним устройствам используются 16 младших линий шины адреса. Следовательно, можно подключить 64 К 8-битных внешних устройств либо 32 К 16-разрядных. Микропроцессор имеет многоуровневую систему прерываний: 256 векторов прерываний.

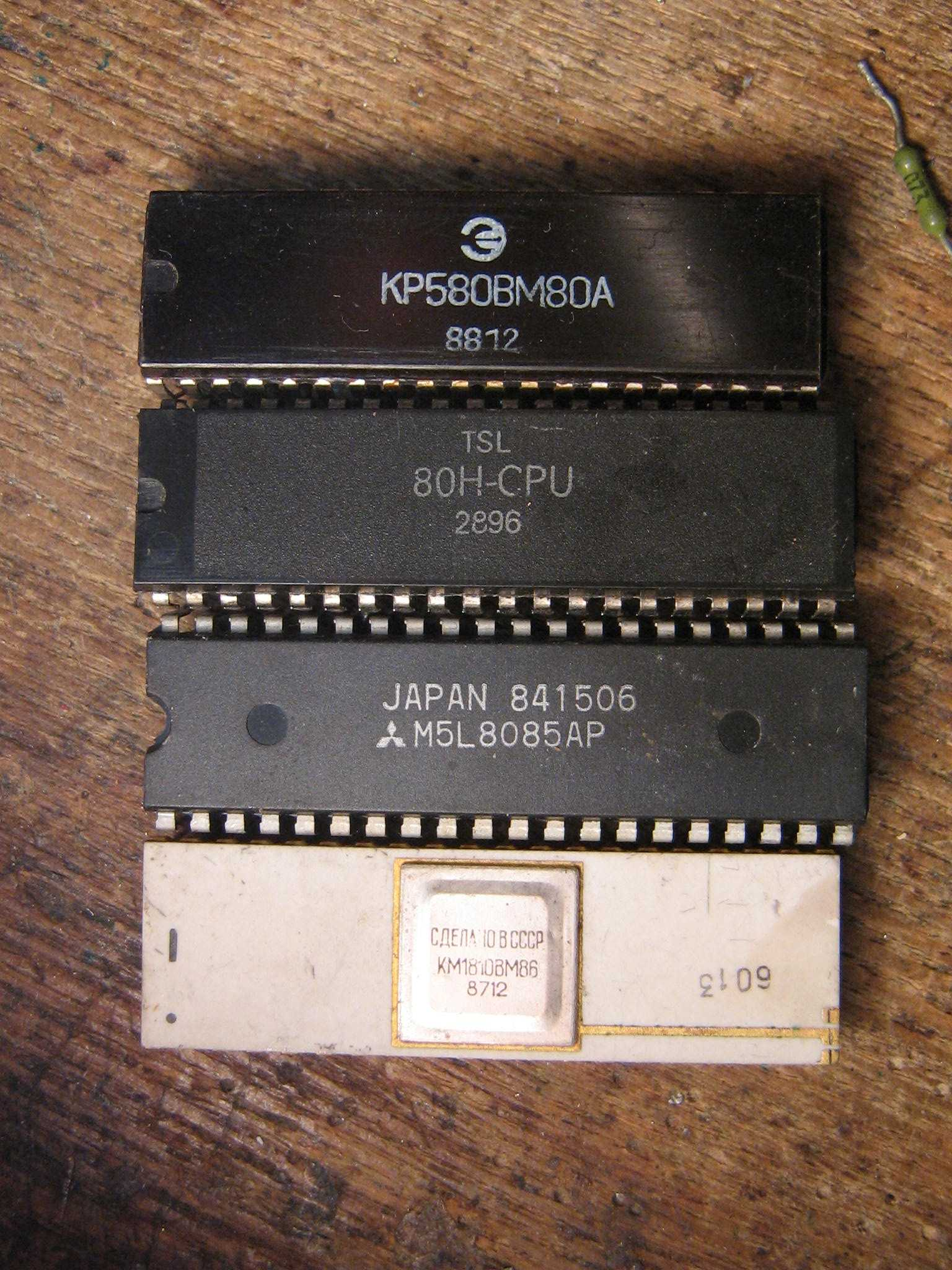
На фото микропроцессоры (сверху вниз):
КР580ВМ80А (аналог Intel 8080);
80H-CPU (аналог Z80);
M5L8085AP (аналог Intel 8085);
КМ1810ВМ86 (в керамическом корпусе)